# Ralph Inbar
Ralf Jacob Kamp, beter bekend als Ralph Inbar (Hebreeuws: רלף ענבר), (Den Haag, 24 december 1938 – Hamburg, 15 maart 2004) was een Nederlands-Israëlische televisieregisseur en -programmamaker.

## Biografie
Ralph Inbar werd in Den Haag geboren als zoon van de Duits-Joodse Fritz Kamp en de Nederlands-Joodse Engelina Troostwijk. Zijn oorspronkelijke naam was Ralf Jacob Kamp, maar in Israël nam hij de achternaam Inbar ("barnsteen") aan. Zijn voornaam bleef Ralf, maar op televisie werd zijn naam als Ralph geschreven.
Inbar overleefde de Tweede Wereldoorlog als onderduiker en bracht daarna zijn kindertijd grotendeels door in tehuizen. Na zijn middelbare school vertrok hij naar Israël om daar tot 1963 de kunstacademie van Jeruzalem te volgen. Hierna volgde nog de filmacademie van Parijs. Hij keerde in 1964 terug naar Nederland. Hij begon als regisseur te werken voor de VARA. Hij regisseerde onder meer de liveshows van Rudi Carrell. Ook regisseerde hij het vooruitstrevende muziekprogramma Fenklup met als presentatrice Sonja Barend, met wie hij op 5 december 1968 trouwde. Het huwelijk duurde drie jaar.
In 1968 vestigde hij zich weer in Israël, waar hij hielp bij de oprichting van de Israel Broadcasting Authority (IBA), indertijd de eerste en lange tijd enige televisiezender van dit land.
Vanaf 1972 was Ralph Inbar in dienst van de TROS. Behalve Bananasplit dat eind jaren tachtig goed was voor vijf miljoen kijkers per show, maakte hij programma's als Music All In, Take 2, Zelfportret en TV Masqué. Voor TV Masqué ontving hij in 1992 een Gouden Roos op het televisiefestival in Montreux.
Inbar bleef alle jaren een gedeelte van zijn tijd doorbrengen in Israël. In 1973 vocht hij mee in de Jom Kipoer-oorlog.
Hij was een graag geziene gast in het Israëlische parallelprogramma van Bananasplit, dat ook fragmenten van zijn Nederlandse programma's uitzond. In 1999 was hij artistiek directeur van het Eurovisiesongfestival in Jeruzalem, dat naar Israël was gekomen door de winst van Dana International.
Inbar overleed op 65-jarige leeftijd in een ziekenhuis in Hamburg waar hij twee maanden eerder een hartoperatie had ondergaan. Hij was al enige tijd ziek. Hij werd op 19 maart 2004 begraven in Israël.
- International Standard Name Identifier: 0000 0003 9033 5906
- Nederlandse Thesaurus van Auteursnamen: 07386854X
- Virtual International Authority File: 283914712
- WorldCat: E39PBJpjhB9gghvP4gCyJq4g8C